# قرار موقت انگلیس-فرانسه ۱۹۱۸
قرار موقت انگلیس و فرانسه در سال ۱۹۱۸ (به انگلیسی: 1918 Anglo–French Modus Vivendi) یک توافقنامه موقت بود که در ۳۰ سپتامبر ۱۹۱۸ در مورد ایجاد اداره سرزمین اشغالی دشمن در منطقه سوریه امروزی، اردن، اسرائیل، لبنان و فلسطین امضا شد. این توافق برای اولین بار در ۱۹ سپتامبر ۱۹۱۸ مورد مذاکره قرار گرفت، و بر اساس قرارداد انگلیس و فرانسه در سال ۱۹۱۶ دربارهٔ این منطقه، معروف به قرارداد سایکس-پیکو، ایجاد شد. 
در حالی که توافق ظاهراً در آغاز بر هدف فرانسه برای بر عهده گرفتن مسئولیت مناطق اختصاص داده شده به خود متمرکز بود، در آن زمان، تحت فرماندهی نظامی آلنبی، انگلیسی‌ها از این توافق برای شروع تجدید نظر در تقسیمات سایکس-پیکو استفاده کردند.  
در عمل، این توافق منجر به ایجاد سه منطقه اداری سرزمین‌های اشغالی از عثمانی شد: جنوب (فلسطین) با مدیریت بریتانیا، غرب (سواحل شمال مدیترانه از جمله لبنان)، با یک دولت به رهبری فرانسه، و شرق (داخل سوریه از جمله ماوراء اردن).) با یک دولت تحت رهبری عرب‌ها. 

## توافق
مفاد کلیدی این قرارداد به شرح زیر بود؛ ارجاعات جغرافیایی، به نقشه سایکس-پیکو 1916 مرتبط است:  
در مناطق فرانسه، همان‌طور که در توافقنامه انگلیس و فرانسه در سال 1916 توضیح داده شده‌است، که توسط نیروهای متفقین نیروی اعزامی مصر یا ممکن است اشغال شود، فرمانده کل قوا نماینده دولت فرانسه را به عنوان مشاور ارشد سیاسی او وظایف مشاور ارشد سیاسی به شرح زیر خواهد بود:

 ۱. با رعایت اختیارات عالی فرمانده کل قوا، مشاور ارشد سیاسی به عنوان تنها میانجی در مسائل سیاسی و اداری بین فرمانده کل قوا و هر دولت یا دولت عربی، دائمی یا موقتی که ممکن است ایجاد شود، عمل خواهد کرد. در منطقه 'الف'، و تحت شرایط بند ۱ موافقتنامه ۱۹۱۶ به رسمیت شناخته شده‌است.
۲. بنا به درخواست فرمانده کل قوا و مشروط به اقتدار عالی وی، مشاور سیاسی ارشد از سوی فرمانده کل قوا موظف به ایجاد چنین اداره موقت در شهرهای ساحلی سوریه واقع در منطقه آبی و باقی مناطق آبی خواهد شد.

 ۳. مشروط به تأیید فرمانده کل قوا، مشاور ارشد سیاسی، کارکنان مشاور و دستیاران اروپایی که دولت یا دولت‌های عربی تشکیل شده در منطقه «الف» ممکن است بر اساس بند ۱ توافق انگلیس و فرانسه در سال ۱۹۱۶ نیاز داشته باشند، فراهم خواهد شد. … وجود این پرسنل ممکن است برای انجام وظایف مدنی در شهرهای ساحلی یا سایر بخش‌های منطقه آبی ضروری باشد.

## کتابشناسی - فهرست کتب
- Paris, Timothy J. (2003). Britain, the Hashemites and Arab Rule: The Sherifian Solution. Routledge. ISBN 978-1-135-77191-1.
- Hurewitz, J. C. (1 June 1979). The Middle East and North Africa in World Politics: A Documentary Record – British-French Supremacy, 1914–1945. Yale University Press. ISBN 978-0-300-02203-2.
- Lieshout, Robert H. (2016). Britain and the Arab Middle East: World War I and its Aftermath. I.B.Tauris. ISBN 978-1-78453-583-4.